# Campionati mondiali di nuoto in vasca corta 2018 - 400 metri stile libero maschili
La specialità dei 400 metri stile libero maschili ai campionati mondiali di nuoto in vasca corta di Hangzhou 2018 si sono svolti l'11 dicembre 2018, presso lo Hangzhou Sports Park Stadium.
La gara è stata vinta dal lituano Danas Rapšys che ha preceduto il norvegese Henrik Christiansen e l'italiano Gabriele Detti.

## Risultati

### Batterie
Le batterie sono iniziate alle ore 09:30.
| Class | Gruppo | Corsia | Atleta                      | Natizione         | Tempo   | Note             |
| ----- | ------ | ------ | --------------------------- | ----------------- | ------- | ---------------- |
| 1     | 3      | 4      | Danas Rapšys                | Lituania          | 3:36.65 | Q,               |
| 2     | 4      | 5      | Henrik Christiansen         | Norvegia          | 3:38.04 | Q                |
| 3     | 4      | 6      | Fernando Scheffer           | Brasile           | 3:39.10 | Q,               |
| 4     | 5      | 9      | Zane Grothe                 | Stati Uniti       | 3:39.73 | Q                |
| 5     | 5      | 4      | Aleksandr Krasnych          | Russia            | 3:39.86 | Q                |
| 5     | 5      | 5      | Martin Maljutin             | Russia            | 3:39.86 | Q                |
| 7     | 5      | 3      | Gabriele Detti              | Italia            | 3:39.89 | Q                |
| 8     | 4      | 2      | Wojciech Wojdak             | Polonia           | 3:40.36 | Q                |
| 9     | 4      | 3      | Ji Xinjie                   | Cina              | 3:40.47 |                  |
| 10    | 5      | 6      | Matteo Ciampi               | Italia            | 3:42.27 |                  |
| 11    | 4      | 7      | Jan Micka                   | Rep. Ceca         | 3:42.31 |                  |
| 12    | 5      | 8      | David Aubry                 | Francia           | 3:42.62 |                  |
| 13    | 3      | 2      | Marcelo Acosta              | El Salvador       | 3:42.74 | Record nazionale |
| 14    | 4      | 9      | Marwan Elkamash             | Egitto            | 3:43.26 | Record nazionale |
| 15    | 4      | 4      | Péter Bernek                | Ungheria          | 3:43.74 |                  |
| 16    | 5      | 7      | Velimir Stjepanović         | Serbia            | 3:44.16 |                  |
| 17    | 5      | 1      | Miguel Nascimento           | Portogallo        | 3:44.79 |                  |
| 18    | 4      | 0      | Richard Nagy                | Slovacchia        | 3:45.22 |                  |
| 19    | 3      | 8      | Ahmed Hafnaoui              | Tunisia           | 3:45.98 |                  |
| 20    | 2      | 5      | Wang Hsing-hao              | Taipei cinese     | 3:46.05 | Record nazionale |
| 21    | 3      | 0      | Yordan Yanchev              | Bulgaria          | 3:46.13 |                  |
| 22    | 2      | 4      | Nguyễn Hữu Kim Sơn          | Vietnam           | 3:46.14 | Record nazionale |
| 23    | 5      | 0      | Dániel Dudás                | Ungheria          | 3:46.65 |                  |
| 24    | 4      | 8      | Fuyu Yoshida                | Giappone          | 3:46.96 |                  |
| 25    | 3      | 1      | Pit Brandenburger           | Lussemburgo       | 3:46.97 |                  |
| 26    | 3      | 5      | Alexander Trampitsch        | Austria           | 3:47.71 |                  |
| 27    | 4      | 1      | Adam Paulsson               | Svezia            | 3:47.84 |                  |
| 28    | 3      | 9      | Igor Mogne                  | Mozambico         | 3:48.76 |                  |
| 29    | 5      | 2      | Qiu Ziao                    | Cina              | 3:50.58 |                  |
| 30    | 2      | 3      | Irakli Revishvili           | Georgia           | 3:51.86 |                  |
| 31    | 3      | 3      | Oli Mortensen               | Fær Øer           | 3:53.25 |                  |
| 32    | 3      | 7      | Siwat Matangkapong          | Thailandia        | 3:55.67 |                  |
| 33    | 3      | 6      | Matthew Hyde                | Nuova Zelanda     | 3:56.14 |                  |
| 34    | 1      | 5      | Cristian Santi              | San Marino        | 4:00.66 |                  |
| 35    | 2      | 2      | Amadou Ndiaye               | Senegal           | 4:00.92 | Record nazionale |
| 36    | 2      | 1      | Ardi Zulhilmi Mohamed Azman | Singapore         | 4:04.28 |                  |
| 37    | 2      | 7      | Andrej Stojanoski           | Macedonia         | 4:05.12 |                  |
| 38    | 1      | 3      | Amir Abbas Amrollahi Biuoki | Iran              | 4:05.76 | Record nazionale |
| 39    | 2      | 8      | Spiro Goga                  | Albania           | 4:06.92 |                  |
| 40    | 2      | 6      | Stefano Mitchell            | Antigua e Barbuda | 4:06.94 |                  |
| 41    | 1      | 4      | Vadym Semkiv                | Sint Maarten      | 4:37.35 |                  |

### Finale
La finale si è svolta alle 19:00.
| Class   | Corsia | Nome                | Nazione     | Tempo   | Note             |
| ------- | ------ | ------------------- | ----------- | ------- | ---------------- |
| Oro     | 4      | Danas Rapšys        | Lituania    | 3:34.01 | ,                |
| Argento | 5      | Henrik Christiansen | Norvegia    | 3:36.64 | Record nazionale |
| Bronzo  | 1      | Gabriele Detti      | Italia      | 3:37.54 |                  |
| 4       | 7      | Martin Maljutin     | Russia      | 3:37.75 |                  |
| 5       | 2      | Aleksandr Krasnych  | Russia      | 3:37.97 |                  |
| 6       | 6      | Zane Grothe         | Stati Uniti | 3:38.99 |                  |
| 7       | 8      | Wojciech Wojdak     | Polonia     | 3:39.22 |                  |
| 8       | 3      | Fernando Scheffer   | Brasile     | 3:39.40 |                  |